# Ванделли, Доменико
Доменико Агостино (Доминго) Ванделли (итал. Domenico Agostino Vandelli, порт. Domingo Vandelli, лат. Dominicus Vandellius; 1735—1816) — итальянский натуралист, профессор Коимбрского университета.

## Биография
Доменико Ванделли родился в Падуе в семье врача Джироламо Ванделли и Франчески Стринги 8 июля 1735 года. Учился в Падуанском университете, в 1761 году получил степень доктора медицины и естественных наук.
В 1764 или 1765 Доменико переехал в Португалию. В 1766 году он основал Ажудский ботанический сад в Лиссабоне. В 1772 году им был основан ботанической сад Коимбрского университета, Доменико стал его первым директором. С 1772 по 1791 он был профессором химии и естественных наук Коимбрского университета. Затем Ванделли жил в Лиссабоне. Во время оккупации Португалии Наполеоном Ванделли выражал поддержку французскому императору. В 1810 году он был департирован на остров Терсейра, однако после вмешательства Лондонского королевского общества, членом которого был Ванделли, смог вернуться в Лиссабон. 27 июня 1816 года Доминго Ванделли скончался.
Гербарий Ванделли, вероятно, хранится в Национальном музее естественной истории в Лиссабоне (LISU).

## Некоторые научные работы
- Vandelli, D. (1768). Dissertatio de arbore draconis seu Dracaena. 39 p.
- Vandelli, D. (1771). Fasciculus plantarum. 20 p.
- Vandelli, D. (1788). Florae lusitanicae et brasiliensis specimen. 96 p.
- Vandelli, D. (1789). Viridarium Grisley lusitanicum. 134 p.

## Роды, названные в честь Д. Ванделли
- Vandellia L. (1767) — Ванделлия — род растений семейства Линдерниевые
- Vandellia Valenciennes, 1846 — Ванделлии — род рыб из семейства ванделлиевые